# Köpernitzsee

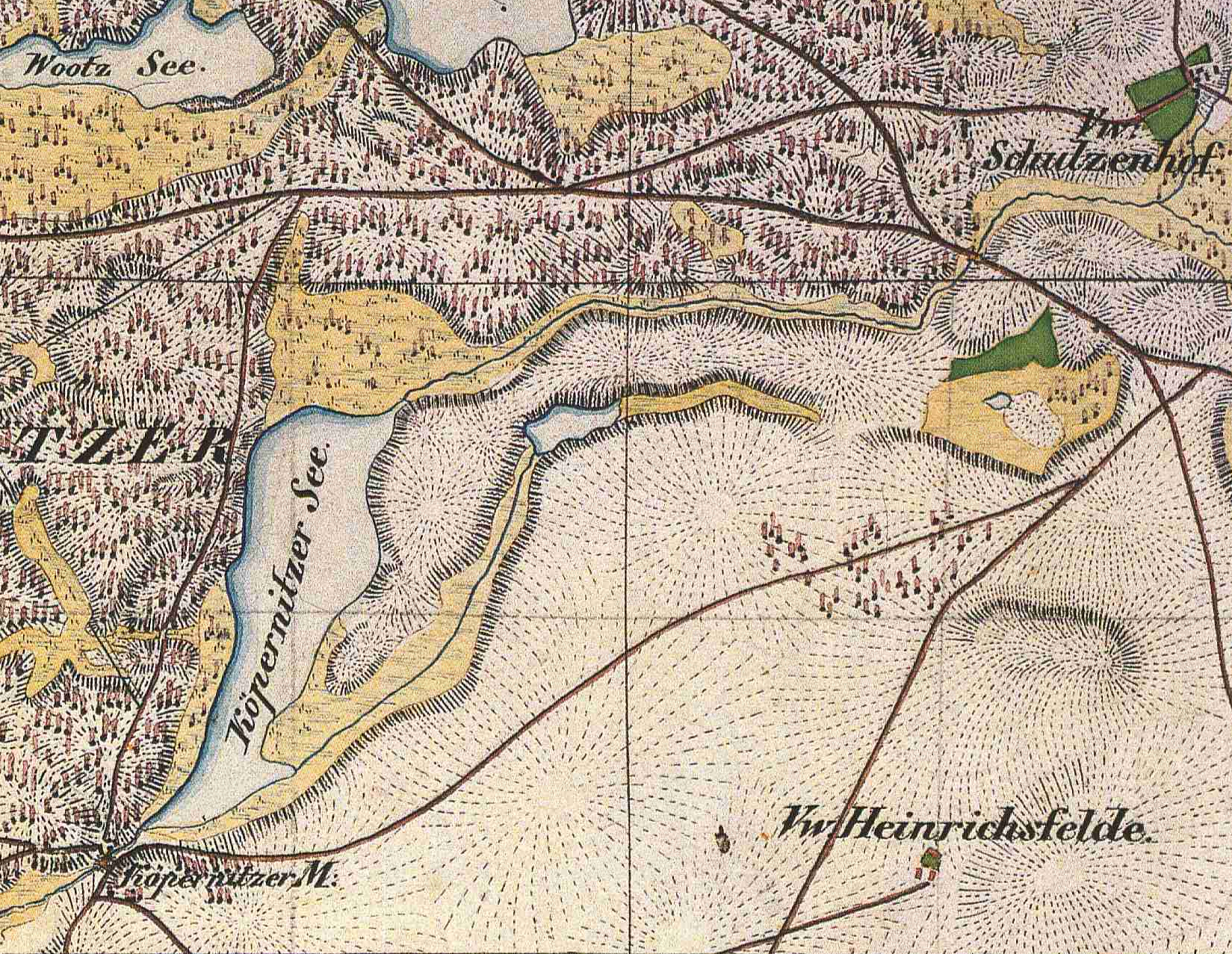
Köpernitzsee, Köpernitzer Mühle, Heinrichsfelde, Stadt Rheinsberg, Dunkelsee (namenlos), Schulzenhof, Gemeinde Stechlin, Landkreis Ostprignitz-Ruppin, Brandenburg, Ausschnitt aus dem Urmesstischblatt 2943 Rheinsberg von 1825

Der Köpernitzsee ist ein natürlicher See im Naturschutzgebiet Stechlin. Er liegt vollständig auf der Gemarkung von Heinrichsdorf, einem Ortsteil der Stadt Rheinsberg im Landkreis Ostprignitz-Ruppin (Brandenburg).

## Lage und Hydrographie
Der Köpernitzsee liegt ca. 5,5 Kilometer südöstlich von Rheinsberg und knapp drei Kilometer westlich von Dollgow, einem Ortsteil der Gemeinde Stechlin. Der längliche See erstreckt sich von Nordost nach Südwest. Der Hauptzufluss und der einzige Abfluss ist der Kleine Rhin. Der Köpernitzsee ist völlig von Wald umgeben. Der südwestliche Teil und der Ausfluss des Kleinen Rhin ist von der Köpernitzer Mühle aus zugänglich.
Naturräumlich liegt der Köpernitzsee im Bereich der Sanderschüttungen der weichselkaltzeitlichen Fürstenberger Endmoräne. Die Sanderschüttungen haben lokal bis etwa 50 Meter Mächtigkeit und bilden den oberen, nicht geschützten Grundwasserleiter. Der Köpernitzsee hat dadurch Kontakt zum Grundwasserleiter. Der Seespiegel liegt auf etwa 57,4 m ü. NHN. Er hat eine Fläche von etwa 24,5 Hektar. Die maximale Tiefe liegt bei etwa zwei Meter. Durch eine Wasserstandsabsenkung von 20 cm hat der Köpernitzsee seit 1912 etwa 4,9 ha an Fläche verloren.
1950 wurde der Köpernitzsee als Bleisee IV klassifiziert. Das bedeutet, dass der See im Sommer Sichttiefen von zwei bis fünf Meter aufweist mit sehr wenig Unterwasserflora. Die Fischfauna ist von der Blei oder Brachse dominiert.
Der Trophie-Index wurde 1996 mit 3,8 angegeben (Müller: 3,5), das heißt der See ist eutroph im Übergang zu polytroph. Er besitzt keine stabile Schichtung. Die Sichttiefe betrug nach Müller nur 0,9 m. An submersen Wasserpflanzen wurde nur das Raue Hornblatt (Ceratophyllum demersum) nachgewiesen. Obwohl der See völlig von Wald umgeben ist und keinerlei landwirtschaftlich genutzte Flächen in der direkten Nähe liegen, wurden bei Untersuchungen 2004/05 signifikante anthropogene Einflüsse festgestellt, die wahrscheinlich schon oberhalb des Dollgower Sees in den Kleinen Rhin eingetragen wurden und so schließlich in den Köpernitzsee gelangten.

## Geschichte
Der See ist schon in einer Urkunden von 1473 (indirekt: der Kopernitze) und 1530 erwähnt (Die feltmarcken kopernitz ... mit dem Sehe kopernitz). Im Schmettauschen Kartenwerk von 1767/87 ist er als Köpernitz See eingezeichnet. Um 1782 heißt er die Copernitzsche See. Im Urmesstischblatt 2943 Rheinsberg heißt er Köpernitzer See. Auch in den älteren Topographischen Karten 1:25.000 wird er noch Köpernitzer See genannt. Wann genau sich die heutige Bezeichnung Köpernitzsee durchsetzte, ist nicht bekannt. Der Name ist von einer altpolabischen Grundform *Kopr'nica zu *kopr = Dill abgeleitet. Die Nennung von 1473 spricht, nach Reinhard E. Fischer et al. (1996) dafür, dass der Ort nach dem See benannt wurde.

## Naturschutzgebiet Stechlin
Der Köpernitzsee liegt im Naturschutzgebiet Stechlin. Auf dem See sind nur 15 mit Muskelkraft zu bewegende Boote erlaubt. Der Köpernitzsee darf befischt werden. Allerdings darf der See nur mit Karpfen und Bleien besetzt werden, für die allerdings ein Hegeplan aufgestellt werden musste.